# Otocinclus macrospilus
Otocinclus macrospilus är en fiskart som beskrevs av Eigenmann och Allen 1942. Otocinclus macrospilus ingår i släktet Otocinclus och familjen Loricariidae. Inga underarter finns listade i Catalogue of Life.